# Amalia López Cabrera
Amalia López Cabrera (1837, Almería – asi 1899, Madrid) byla daguerrotypistka a profesionální španělská fotografka. Byla první ženou, která si ve Španělsku otevřela vlastní fotografický ateliér.

## Život

### Raný život a studium
Narodila se v bohaté kupecké rodině a své dětství prožila v Almeríi, na ulici Posada, poblíž lycea Francisca Javiera de León Bendicho. Ve svých necelých dvaceti letech se seznámila se svým budoucím manželem, panem Ludwikem Tarszelou Ski Konarzenskim, hrabětem z Lipy. Byl kapitánem v polské armádě, ale v té době žil jako emigrant ve Francii.
Tam se stal blízkým přítelem slavného Louise Daguerra, všeobecně považovaného za otce fotografie. Daguerre ho zasvětil do tajů fotochemie a navíc jeho očím odhalil záhady správného umístění subjektů, něco kritického v těch dobách, kdy potřebovali zůstat nehybně po velmi dlouhou dobu, aby dosáhli správného expozice.
Hrabě z Lipy si otevřel vlastní fotografické studio v Jaen, a když si toho všimla mladá Amálie, rychle se tam zapsala a stala se tak jeho první žákyní. Chtěla se naučit tajemný svět daguerrotypních desek, jak vyrábět stříbrné roztoky a navíc toužila ovládnout časy expozice.
Během doby, kdy Amalia pobývala ve studiu, si také procvičovala techniky fotografování mrtvých lidí. To byla fotografická modalita, která byla v té době na vrcholu popularity.

### Studiová práce
V roce 1860, kdy se již naučila fotografické techniky, se rozhodla otevřít si vlastní ateliér. V té době existovaly fotografické ateliéry, kde už ženy pracovaly. Dělaly to však pouze jako asistentky, většinou svých manželů. V případě Amálie bylo zvláštním rysem to, že řídila obchod. Studio se nacházelo v ulici Obispo Arquellada 2, poblíž tiskařské dílny jejího manžela.
V novinách zveřejnila spoustu inzerátů s těmito slovy: „Amalia L. De López: obrázky obecné, skupinové obrázky, pohlednice a krajiny; fotografie jsou pořizovány i při zatažené obloze; téměř okamžité doby expozice. Svou práci odevzdáváme až po spokojenosti zákazníka."
Amalia fotografovala děti v oblečení pro dospělé, včetně cigaret a klobouků. Fotografovala také mrtvoly, tradiční posmrtné snímky, které sloužily jako vzpomínka, které byly v té době velmi běžné. Kromě toho vydala pohlednice obrazů malíře Bartolomé Estebana Murilla a Rafaela Sanzia . Publikovala také mnoho pohledů na katedrálu Jaén a také reprodukce náboženských obrazů. Je zřejmé, že významnou část její produkce tvořily snímky významných osobností té doby.
Nakonec bylo její úsilí uznáno, když svou práci předložila na National Photography Award of Zaragoza, která se konala v roce 1868. Přihlásila se do soutěže a získala čestné uznání.
Poté pár odjel do Madridu, když byl Amaliin manžel jmenován tiskařem tehdejších novin „La Gaceta Agrícola“. V důsledku toho Amalia přijala těžké rozhodnutí uzavřít své studio v Jaenu 8 let po jeho otevření.
Bohužel po jejich příjezdu do Madridu jejich stopa mizí a není známo, jak se vyvíjel zbytek jejího života. Nezdá se, že by Amalia v Madridu obnovila svou fotografickou kariéru a neexistují žádné informace v tomto smyslu. V dnešní době je datum její smrti stále neznámé. Místo toho je známo pouze to, že její manžel zemřel v roce 1899.